# Резолюция Совета Безопасности ООН 1040
Резолюция Совета Безопасности Организации Объединённых Наций 1040 (код — S/RES/1040), принятая 29 января 1996 года, рассмотрев письма Генерального секретаря ООН Бутроса Бутроса-Гали и заявления Председателя Совета Безопасности, Совет рассмотрел вопрос о гражданской войне в Бурунди и усилиях по налаживанию политического диалога.
Совет Безопасности был обеспокоен тем, что ситуация в Бурунди ухудшилась и угрожает стабильности в регионе. Усилилось насилие, особенно в отношении беженцев и сотрудников международной гуманитарной помощи, и была подчеркнута важность продолжения оказания помощи беженцам. Недавно страну посетил Верховный комиссар ООН по делам беженцев, и в настоящее время разрабатываются планы обеспечения безопасности.
Резолюция требует, чтобы все стороны в Бурунди воздерживались от насилия и применения силы и продолжали диалог. К государствам-членам и другим заинтересованным сторонам был обращен призыв сотрудничать в ликвидации радиостанций, разжигающих ненависть и насилие. Дальнейшие меры будут рассмотрены в консультации с Организацией африканского единства и другими странами. Генеральный секретарь направил в Бурунди техническую миссию для изучения путей защиты персонала Организации Объединённых Наций и учреждений по оказанию помощи, и ему было предложено к 20 февраля 1996 года представить доклад об этой миссии, общей ситуации и ходе диалога. На основании доклада Совет рассмотрит дальнейшие меры, включая эмбарго на поставки оружия и ограничения на поездки лидеров Бурунди.